# Zechensiedlung Neustadt
Die Zechensiedlung Neustadt ist ein denkmalgeschütztes Gebiet in Ahlen im Kreis Warendorf in Nordrhein-Westfalen.

## Geschichte und Architektur
Die Bergarbeitersiedlung wurde von 1910 bis 1924 unter der Leitung von Josef Stübben unter dem Einfluss der Gartenstadtbewegung konzipiert und in vier Bauabschnitten durch die Bergbaugewerkschaft Westfalen errichtet. Die Siedlung liegt unmittelbar nördlich der Zeche Westfalen zwischen Humboldt- und der Sattelstraße sowie dem Förderweg. Hauptsächlich besteht die Anlage aus malerischen Gebäudegruppen aus Doppel- oder Vierfamilienhäusern. In den rückwärtigen Nutzgärten sind teilweise Ställe angebaut. Durch geschickte Staffelung der Gebäude vermittelt die Siedlung den Eindruck von ländlicher Idylle. Die unterschiedlichen Haustypen, überwiegend mit Mansarddächern, sind mit Fensterläden ausgestattet. Ab 1981 wurden die einheitlichen Gebäudefassungen nach und nach wiederhergestellt. Der rechteckige Glückaufplatz mit zweigeschossiger Bebauung bildete das Zentrum mit „Konsum“-Lebensmittelgeschäft und Schule. Der frühere gesellschaftliche und politische Treffpunkt war die ehemalige Gaststätte Westfalenhof von 1911. Die Zufahrt zur Zeche ist als Allee gestaltet, daneben wurde ein kleiner Park angelegt.